# Lampranthus disgregus
Lampranthus disgregus är en isörtsväxtart som beskrevs av Nicholas Edward Brown. Lampranthus disgregus ingår i släktet Lampranthus och familjen isörtsväxter. Inga underarter finns listade i Catalogue of Life.